# Lebanon Junction
Lebanon Junction is een plaats (city) in de Amerikaanse staat Kentucky, en valt bestuurlijk gezien onder Bullitt County.

## Demografie
Bij de volkstelling in 2000 werd het aantal inwoners vastgesteld op 1801.
In 2006 is het aantal inwoners door het United States Census Bureau geschat op 1970, een stijging van 169 (9,4%).

## Geografie
Volgens het United States Census Bureau beslaat de plaats een oppervlakte van
13,8 km², geheel bestaande uit land. Lebanon Junction ligt op ongeveer 176 m boven zeeniveau.

## Plaatsen in de nabije omgeving
De onderstaande figuur toont nabijgelegen plaatsen in een straal van 24 km rond Lebanon Junction.